# Euríale

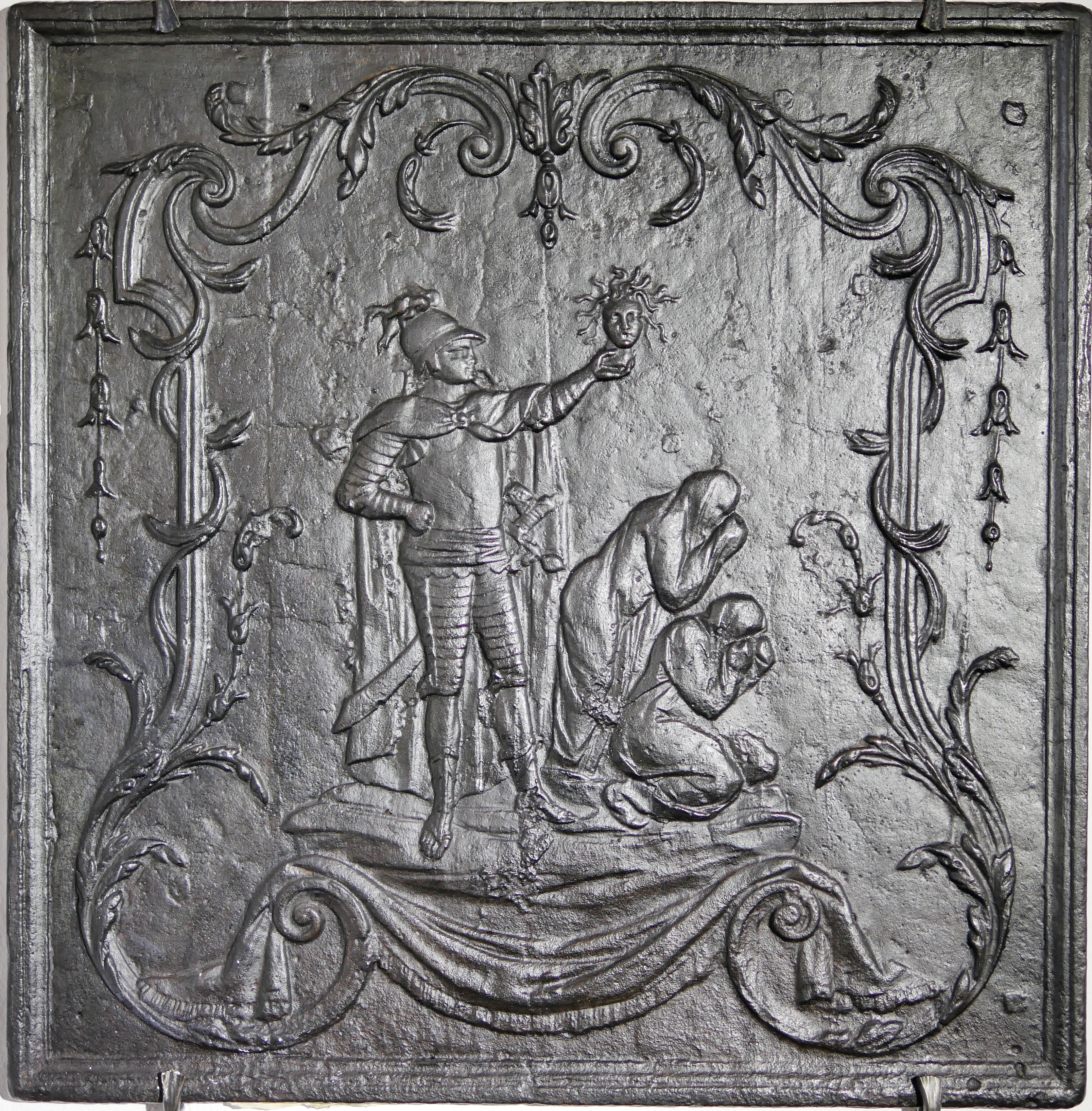
Taken em ferro fundido com Perseu com a cabeça da Medusa; ao lado as irmãs chorosas de Medusa, Stheno e Euryale.

Euríale (em grego clássico Ευρυάλη, "a que corre o mundo") era uma górgona, uma das três filhas de Fórcis e Ceto. As górgonas eram três figuras mitológicas da Grécia Antiga. Consideradas monstros, estas mulheres tinham na cabeça, no lugar de cabelos, serpentes. Outras características físicas das górgonas eram: corpo coberto por escamas, braços de metal e dentes grandes e pontiagudos.
A mais conhecida era a Medusa, mas também existiam outras duas górgonas: Euríale e Esteno.
De acordo com a mitologia grega, as górgonas possuíam a capacidade de transformar em pedra as pessoas que olhassem diretamente para elas.
Num dos mitos gregos, o herói Perseu conseguiu cortar a cabeça de Medusa, contando com a ajuda da deusa Atena, deusa da sabedoria e da estratégia. Do corpo de Medusa nasceu Pegasus, o cavalo alado e Crisaor, o gigante.